# Bouna (Tchad)
Pour les articles homonymes, voir Bouna.
Bouna est une sous-préfecture du département de Barh Sara au Tchad.
Bouna est le chef-lieu de la sous-préfecture du même nom. Elle est localisée dans le département du Barh Sara, région du Mandoul (sud du Tchad). À l’origine cette localité s’appelait Rourou, Bouna étant le nom du chef de village avant l’arrivée des colons. Elle est la deuxième sous-préfecture la plus peuplée du Tchad. La langue parlée par les peuples de cette localité est le day (parfois écrit daye).
Bouna compte en tout cinq canton : canton Bouna, canton Béngoro, canton Bangoul, canton Ngalo, et canton Takawa. La localité reste le grenier agricole de la région et on y trouve plus de cinq marchés hebdomadaires repartis dans les différents cantons.
Culture: les danses kalidah et zehl sont les danses des autochtones, ces danses sont méconnues et en voie de disparition de nos jours.

## Histoire
Lors de la guerre de Bouna, ou guerre de Mandoul, occasionnée par un refus de l’impôt, une féroce répression a lieu à Bouna. Le bilan officiel est de 502 morts, des historiens avancent le chiffre de 600. Les autorités coloniales déportent 25 000 personnes.

## Langues
- Day